# レッドヒル (サウスカロライナ州)
レッドヒル（英: Red Hill) は、アメリカ合衆国サウスカロライナ州東端のオリー郡に位置する国勢調査指定地域 (CDP) である。2010年の国勢調査での人口は13,223 人だった。サウスカロライナ州の大西洋岸に伸びるグランドストランドの中にあるが、海岸からはやや離れた位置にある。マートルビーチ・ノースマートルビーチ・コンウェイ広域都市圏に属しており、都市圏人口は329,449 人である。

## 地理
レッドヒルは北緯33度47分18秒 西経79度0分49秒 / 北緯33.78833度 西経79.01361度 (33.788368, -79.013715)に位置している。オリー郡の中では郡庁所在地のコンウェイと大西洋岸にあるマートルビーチの中間にある。
アメリカ合衆国国勢調査局に拠れば、CDP全面積は11.0平方マイル (28.5 km2)であり、このうち陸地10.9平方マイル (28.3 km2)、水域は0.1平方マイル (0.2 km2)で水域率は0.82%である。

## 人口動態
以下は2000年の国勢調査による人口統計データである。
| 基礎データ - 人口: 10,509 人 - 世帯数: 4,189 世帯 - 家族数: 3,066 家族 - 人口密度: 371.2人/km2（961.4 人/mi2） - 住居数: 5,026 軒 - 住居密度: 177.5軒/km2（459.8 軒/mi2） 人種別人口構成 - 白人: 88.70% - アフリカン・アメリカン: 7.34% - ネイティブ・アメリカン: 0.59% - アジア人: 0.78% - 太平洋諸島系: 0.08% - その他の人種: 1.22% - 混血: 1.30% - ヒスパニック・ラテン系: 3.11% | 年齢別人口構成 - 18歳未満: 23.5% - 18-24歳: 9.2% - 25-44歳: 29.3% - 45-64歳: 23.1% - 65歳以上: 14.7% - 年齢の中央値: 37歳 - 性比（女性100人あたり男性の人口） - 総人口: 94.8 - 18歳以上: 92.5 世帯と家族（対世帯数） - 18歳未満の子供がいる: 31.3% - 結婚・同居している夫婦: 58.1% - 未婚・離婚・死別女性が世帯主: 11.4% - 非家族世帯: 26.8% - 単身世帯: 19.4% - 65歳以上の老人1人暮らし: 6.4% - 平均構成人数 - 世帯: 2.50人 - 家族: 2.83人 | 収入と家計 - 収入の中央値 - 世帯: 37,736米ドル - 家族: 44,085米ドル - 性別 - 男性: 30,123米ドル - 女性: 21,750米ドル - 人口1人あたり収入: 20,036米ドル - 貧困線以下 - 対人口: 12.0% - 対家族数: 8.2% - 18歳未満: 14.5% - 65歳以上: 6.9% |